# Nicholas Musoke
Nicholas Musoke (Botkyrka, 5 de abril de 1986) é um lutador sueco de artes marciais mistas, atualmente compete no Peso Meio Médio do Ultimate Fighting Championship.

## Carreira no MMA
Musoke luta como profissional no MMA desde 2007, ele acumulou o recorde de 10 vitórias, 2 derrotas e uma luta Sem Resultado em eventos menores pela Europa antes de assinar com o UFC.

### Ultimate Fighting Championship
Em Outubro de 2013, Musoke aceitou subir de categoria para substituir Magnus Cedenblad e enfrentar o veterano Alessio Sakara em 26 de Outubro de 2013. Musoke estreou com sucesso no UFC e venceu Sakara por finalização no primeiro round com uma chave de braço. Sua performance lhe rendeu o prêmio de Finalização da Noite.
Para sua segunda luta no UFC, Musoke voltou aos meio médios e foi até o Brasil enfrentar o brasileiro Viscardi Andrade em 15 de Fevereiro de 2014 no UFC Fight Night: Machida vs. Mousasi. Musoke derrotou o brasileiro por decisão unânime.
Musoke enfrentou o vencedor do TUF 17, Kelvin Gastelum em 28 de Junho de 2014 no UFC Fight Night: Swanson vs. Stephens, ele perdeu por decisão unânime. Musoke ainda ganhou 20% da bolsa do adversário devido a ele não bater o peso.
Musoke era esperado para enfrentar Amir Sadollah em 4 de Outubro de 2014 no UFC Fight Night: Nelson vs. Story. No entanto, Sadollah foi movido para uma luta contra Yoshihiro Akiyama e foi substituído por Alexander Yakovlev. Musoke o venceu por decisão unânime.
Musoke enfrentou o russo Albert Tumenov em 24 de Janeiro de 2015 no UFC on Fox: Gustafsson vs. Johnson. Ele foi derrotado por decisão unânime.

## Cartel no MMA
| Cartel no MMA   |             |            |
| 19 lutas        | 13 vitórias | 5 derrotas |
| Por nocaute     | 4           | 1          |
| Por finalização | 5           | 1          |
| Por decisão     | 4           | 3          |
| No contest      | 1           | 1          |

| Res.    | Cartel | Oponente           | Método                       | Evento                                  | Data       | Round | Tempo | Local                          | Notas                                   |
| ------- | ------ | ------------------ | ---------------------------- | --------------------------------------- | ---------- | ----- | ----- | ------------------------------ | --------------------------------------- |
| Derrota | 13-5-1 | Bojan Veličković   | Nocaute Técnico (socos)      | UFC Fight Night Gustafsson vs. Teixeira | 28/05/2017 | 3     | 3:47  | Estocolmo                      |                                         |
| Derrota | 13-4-1 | Albert Tumenov     | Decisão (unânime)            | UFC on Fox: Gustafsson vs. Johnson      | 24/01/2015 | 3     | 5:00  | Estocolmo                      |                                         |
| Vitória | 13-3-1 | Alexander Yakovlev | Decisão (unânime)            | UFC Fight Night: Nelson vs. Story       | 04/10/2014 | 3     | 5:00  | Estocolmo                      |                                         |
| Derrota | 12-3-1 | Kelvin Gastelum    | Decisão (unânime)            | UFC Fight Night: Swanson vs. Stephens   | 28/06/2014 | 3     | 5:00  | San Antonio, Texas             |                                         |
| Vitória | 12-2-1 | Viscardi Andrade   | Decisão (unânime)            | UFC Fight Night: Machida vs. Mousasi    | 15/02/2014 | 3     | 5:00  | Jaraguá do Sul, Santa Catarina |                                         |
| Vitória | 11-2-1 | Alessio Sakara     | Finalização (chave de braço) | UFC Fight Night: Machida vs. Muñoz      | 26/10/2014 | 1     | 3:07  | Manchester                     | Finalização da Noite.                   |
| Vitória | 10-2-1 | Ronny Utrera       | Decisão (unânime)            | Golden Ring: Wallberg vs. Prazak        | 14/06/2013 | 3     | 5:00  | Estocolmo                      |                                         |
| Empate  | 9-2-1  | Mickael Lebout     | Empate (majoritário)         | Vision FC 5: Finale                     | 01/12/2012 | 3     | 5:00  | Estocolmo                      |                                         |
| Vitória | 9-2    | Dean Caldwell      | Nocaute Técnico (socos)      | On Top 5                                | 02/06/2012 | 1     | 3:49  | Glasgow                        | Defendeu o Título Meio Médio do On Top. |
| Vitória | 8-2    | Kai Puolakka       | Finalização (guilhotina)     | Cage 18: Turku                          | 03/03/2012 | 3     | 1:39  | Turku                          |                                         |
| Vitória | 7-2    | Olli Jaakko Uitto  | Decisão (unânime)            | Cage 16: 1st Defense                    | 08/10/2011 | 3     | 5:00  | Espoo                          |                                         |
| Vitória | 6-2    | Steven Ray         | Finalização (mata-leão)      | On Top 2                                | 18/06/2011 | 1     | 4:56  | Glasgow                        | Ganhou o Título Meio Médio do On Top.   |
| Derrota | 5-2    | Cathal Pendred     | Decisão (unânime)            | On Top 2                                | 18/06/2011 | 2     | 5:00  | Glasgow                        |                                         |
| Vitória | 5-1    | Wiktor Sobczyk     | Nocaute Técnico (socos)      | BOB 3: Ice Rage                         | 04/12/2010 | 2     | 2:08  | Uma                            |                                         |
| Derrota | 4-1    | Danny Mitchell     | Finalização (chave de braço) | SC 6: Lion's Den                        | 29/10/2010 | 2     | 1:56  | Estocolmo                      |                                         |
| Vitória | 4-0    | Premysl Nemec      | Nocaute Técnico (socos)      | SC 5: Pride and Fury                    | 01/05/2010 | 1     | 0:49  | Estocolmo                      |                                         |
| Vitória | 3-0    | Jeppe Fausing      | Nocaute (soco)               | Fighter Gala 9                          | 30/08/2009 | 1     | 0:12  | Helsingor                      |                                         |
| Vitória | 2-0    | Frederik Klingsell | Finalização (mata-leão)      | The Zone FC 1: The Zone                 | 09/02/2008 | 1     | 1:16  | Estocolmo                      |                                         |
| Vitória | 1-0    | Tomi Hietanen      | Finalização (mata-leão)      | Shooto Finland: Chicago Collision 3     | 17/11/2007 | 1     | 3:47  | Lahti                          |                                         |